# Linea Metropolitan
La linea Metropolitan (in inglese: Metropolitan line) è una linea della metropolitana di Londra, a servizio della città di Londra, in Inghilterra, Regno Unito.
Fu la prima linea costruita, nonché la prima metropolitana al mondo, aperta il 10 gennaio 1863, sebbene parte del tracciato originale sia ora servito dalla linea Hammersmith & City, dalla linea District, dalla linea Circle e dalla East London Line della Overground. Il tronco principale corre dalla stazione di Aldgate nella Città di Londra verso Amersham, con diramazioni verso Uxbridge, Watford e Chesham. Il tracciato cittadino corre sotto terra fino a Baker Street, per poi emergere in superficie a Finchley Road.
Tra Baker Street e Moor Park è possibile trovare il tracciato a quattro binari, che permette l'espletamento del servizio espresso verso la periferia nordoccidentale. Il servizio locale viene svolto parallelamente dalla linea Jubilee. Baker Street è il capolinea per la maggior parte dei treni, mentre alcuni completano il loro viaggio verso la Città di Londra (City) alle stazioni di Moorgate o Aldgate. In origine segnata in rosso sulle mappe, cambiò colore nell’attuale dopo la prima guerra mondiale.

## Storia

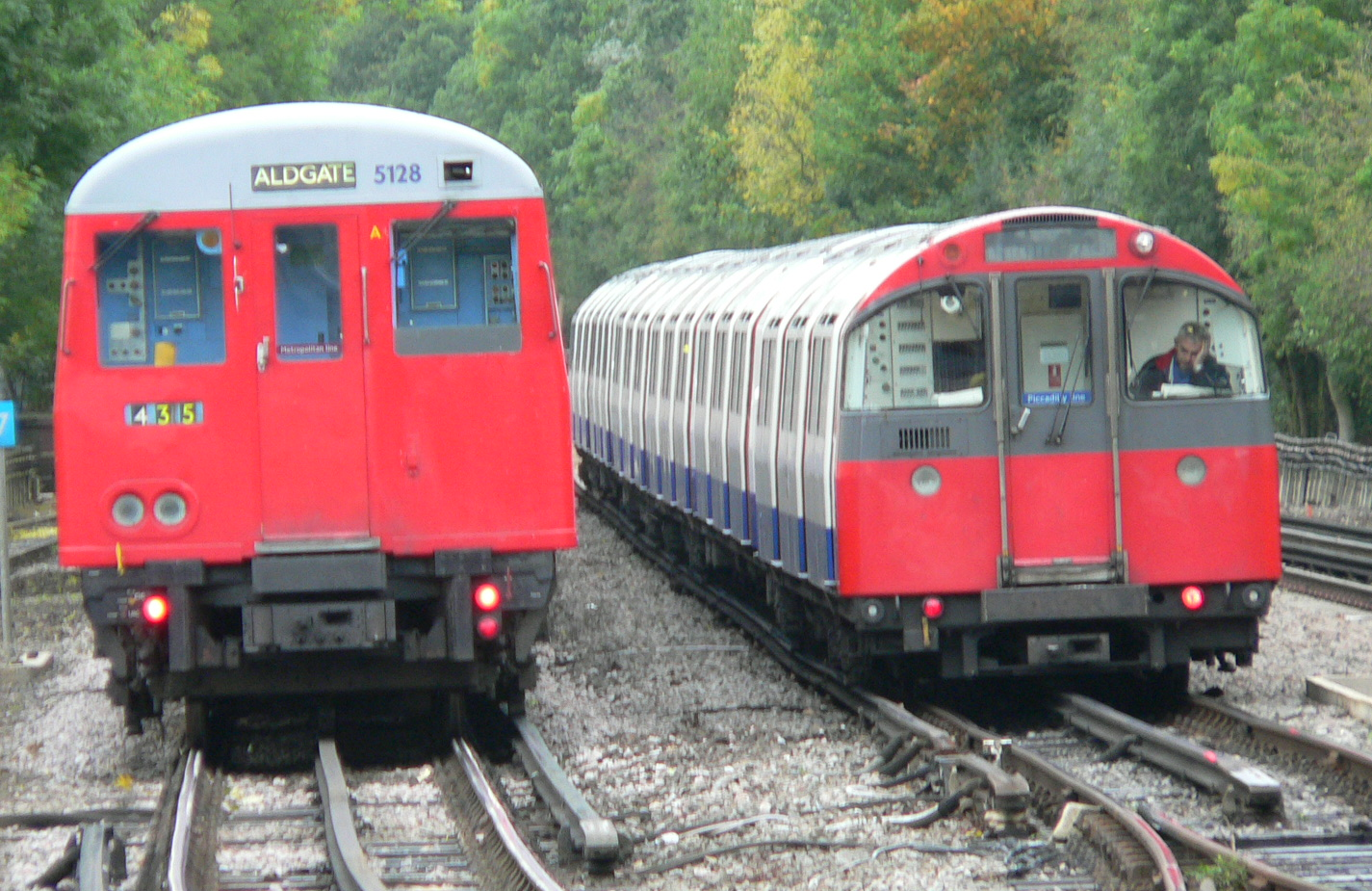
Il treno sulla sinistra è un vecchio A62 stock della Metropolitan line; quello più piccolo è della Piccadilly line

Le origini della linea risiedono nell'accorpamento nel 1853, della linee della North Metropolitan Railway, appena potenziate, con quelle della Metropolitan District Railway, al fine di completare la circolare più interna delle linee di Londra. La prima sezione aperta fu quella compresa da Paddington fino a Farringdon Street nel gennaio del 1863; i lavori presero il via nel febbraio 1860 utilizzando il metodo di costruzione del taglia e copri. Questo metodo causò non pochi disagi, soprattutto quando il torrente Sewer irruppe negli scavi, allagando parzialmente i tunnel.
Un altro capitale cambiamento arrivò nel 1988, quando la linea Hammersmith & City e la East London Line furono create come linee a sé stanti, avendo esse già una loro forte identità. La linea Metropolitan è ora confinata nella sua estensione a nord di Baker Street, includendo il tracciato originale fino ad Aldgate, correndo negli stessi tunnel datati 1868. La Metropolitan e la East London Line usano tuttora gli stessi treni e sono collegate, sebbene per i passeggeri non esista più uno scambio diretto fra le due linee.
Nel 1998, la Metropolitan line è stata parzialmente privatizzata in un controverso progetto di Partnership pubblico-privato. Fa ora parte delle Sub-Surface Railways group, che con la linea Circle, la linea Hammersmith & City e la linea District sono gestite dal Metronet consortium. La Metropolitan line ha influenzato enormemente il mondo dei trasporti, tanto da dare il suo nome al sistema stesso. Metro e altri termini simili prendono da qui il loro nome.

## Materiale rotabile
Il materiale utilizzato sulla linea Metropolitan è di tipo sub-superficie e fino al 2012 consisteva dei treni A62 Stock, costruiti da Cravens nello Sheffield, e utilizzato anche sulla East London Line. I treni A62 Stock furono tutti ritirati tra il 2010 e il 2012 dopo cinquanta anni e sostituiti dal nuovo S8 Stock, costruito da Bombardier a Derby.